# ホセ・フローレス (投手)
ホセ・アントニオ・フローレス（Jose Antonio Flores, 1989年6月4日 - ）は、ベネズエラ・ボリバル州シウダ・ボリバル出身のプロ野球選手（投手）。右投右打。
MiLBでの登録名はホセ・A・フローレス（Jose A. Flores ）。

## 経歴

### プロ入りとインディアンス傘下時代
2005年7月12日にクリーブランド・インディアンスと契約。
2012年オフの11月2日にFAとなった。11月17日にインディアンスとマイナー契約で再契約を結んだ。
2013年オフの11月4日にFAとなった。

### アスレチックス傘下時代
2013年11月14日にオークランド・アスレチックスとマイナー契約を結び、傘下AAA級サクラメント・リバーキャッツに配属された。
2014年は開幕を傘下AAA級サクラメントで迎えた。7月1日に傘下AA級ミッドランド・ロックハウンズに配属された。

### エクスプローラーズ時代
2014年12月2日にシンシナティ・レッズとマイナー契約を結んだ。12月7日に傘下AA級ペンサコーラ・ブルーワフーズへ配属された。2015年3月30日にFAとなった。その後、独立リーグであるアメリカン・アソシエーションに所属するスーシティ・エクスプローラーズでプレー。

### メキシカンリーグ時代
2016年2月2日にメキシカンリーグのアグアスカリエンテス・レイルロードメンと契約を結んだ。

### ジャイアンツ傘下時代
2016年12月9日にサンフランシスコ・ジャイアンツとマイナー契約を結んだ。
2017年1月4日にAAA級サクラメントに配属された。3月18日に招待選手としてスプリングトレーニングに参加。4月2日に傘下のAA級リッチモンド・フライングスクウォーレルズへ配属された。
2018年1月25日にスプリングトレーニングに招待選手として参加することになった。3月23日に傘下のAA級リッチモンド・フライングスクウォーレルズへ配属された。4月3日にAAA級サクラメントに配属された。7月30日にFAとなった。

### BCリーグ・富山時代
2019年3月1日にルートインBCリーグの富山GRNサンダーバーズと契約。先発投手として22試合に登板し、9勝7敗、防御率2.00、92奪三振の成績を残した。
シーズン終了後の10月、ZOZOマリンスタジアムで行われた千葉ロッテマリーンズの秋季練習に参加し、入団テストに挑んだ。

### ロッテ時代
2019年12月23日、千葉ロッテマリーンズと育成選手契約を結んだことが富山とロッテの両球団から発表された。背番号は129。外国人選手との育成入団は8年ぶりだった。
2020年は、春季教育リーグや二軍練習試合で12回を投げて無失点に抑える活躍を見せ、3月31日に支配下選手登録された。背番号は86。7月12日の埼玉西武ライオンズ戦（ZOZOマリンスタジアム）で、NPB初登板初先発を果たしたが、3回7安打6失点で敗戦投手となり、翌日に出場選手登録を抹消された。8月11日に再登録されると、同日の北海道日本ハムファイターズ戦（ZOZOマリン）で2点差の6回に登板し、1回無失点に抑え、NPB初ホールドを記録。同13日の同カードでは同点の7回に登板し、1回無失点に抑えてNPB初勝利を手にした。しかし、その後は4試合連続で失点し、8月31日に再び登録抹消となった。10月6日に、新型コロナウイルスに感染した選手の代替選手として再々昇格を果たし、同15日の東北楽天ゴールデンイーグルス戦（ZOZOマリン）で2回1安打4奪三振無失点に抑えると、この登板から6試合連続で無失点に抑える活躍を見せ、10月以降は12回1/3を7安打17奪三振、防御率0.73と好成績を残した。前述の通り、シーズン序盤は失点を重ねたため、2勝2敗、防御率7.66の成績でシーズンを終えたが、オフの12月19日に契約延長が発表された。12月25日には、翌年から背番号が76に変更されることが発表された。
2021年は、腰痛で離脱したフランク・ハーマンに代わり、6月4日に初昇格。ビハインドの状況での救援登板を重ね、7月3日の東北楽天ゴールデンイーグルス戦（ZOZOマリン）では、1点ビハインドの7回に登板。2回無失点に抑えると、直後に味方が逆転し、シーズン初勝利を挙げた。しかし、一軍にはレオネス・マーティン、ブランドン・レアード、アデイニー・エチェバリア、フランク・ハーマンがいたため、外国人枠の関係で一軍に昇格できないことが多かった。さらに、6月にはエニー・ロメロが加入。8月22日にロメロと入れ替わりで登録抹消されると、その後は一軍昇格の機会がなく、最終的に1勝0敗、防御率1.38の成績を残したが、10試合の登板に終わった。二軍でも24試合の登板で2勝0敗、防御率1.80の成績を残したが、シーズンオフの12月2日に自由契約となった。

### ロッテ退団後
2022年2月7日にメキシカンリーグのドスラレドス・オウルズに入団することが発表された。

## 選手としての特徴・人物
150km/h台のストレートとスライダーで凡打を誘う右腕。
愛称は"フロー"("FLO")。

## 詳細情報

### 年度別投手成績
| 年 度     | 球 団     | 登 板 | 先 発 | 完 投 | 完 封 | 無 四 球 | 勝 利 | 敗 戦 | セ 丨 ブ | ホ 丨 ル ド | 勝 率 | 打 者 | 投 球 回 | 被 安 打 | 被 本 塁 打 | 与 四 球 | 敬 遠 | 与 死 球 | 奪 三 振 | 暴 投 | ボ 丨 ク | 失 点 | 自 責 点 | 防 御 率 | W H I P |
| --------- | --------- | ----- | ----- | ----- | ----- | -------- | ----- | ----- | -------- | ----------- | ----- | ----- | -------- | -------- | ----------- | -------- | ----- | -------- | -------- | ----- | -------- | ----- | -------- | -------- | ------- |
| 2020      | ロッテ    | 14    | 1     | 0     | 0     | 0        | 2     | 2     | 0        | 1           | .500  | 108   | 22.1     | 27       | 3           | 16       | 1     | 0        | 25       | 2     | 0        | 19    | 19       | 7.66     | 1.93    |
| 2021      | ロッテ    | 10    | 0     | 0     | 0     | 0        | 1     | 0     | 0        | 0           | 1.000 | 52    | 13.0     | 9        | 0           | 5        | 1     | 0        | 11       | 2     | 0        | 3     | 2        | 1.38     | 1.08    |
| 通算：2年 | 通算：2年 | 24    | 1     | 0     | 0     | 0        | 3     | 2     | 0        | 1           | .600  | 160   | 35.1     | 36       | 3           | 21       | 2     | 0        | 36       | 4     | 0        | 22    | 21       | 5.35     | 1.61    |

- 2022年度シーズン終了時

### 年度別守備成績
| 年 度 | 球 団  | 投手  | 投手  | 投手  | 投手  | 投手  | 投手     |
| 年 度 | 球 団  | 試 合 | 刺 殺 | 補 殺 | 失 策 | 併 殺 | 守 備 率 |
| ----- | ------ | ----- | ----- | ----- | ----- | ----- | -------- |
| 2020  | ロッテ | 14    | 0     | 7     | 0     | 0     | 1.000    |
| 2021  | ロッテ | 10    | 0     | 3     | 0     | 0     | 1.000    |
| 通算  | 通算   | 24    | 0     | 10    | 0     | 0     | 1.000    |

- 2022年度シーズン終了時

### 記録

#### NPB
初記録
- 初登板・初先発登板：2020年7月12日、対埼玉西武ライオンズ6回戦（ZOZOマリンスタジアム）、3回6失点で敗戦投手
- 初奪三振：同上、1回表に鈴木将平から空振り三振
- 初ホールド：2020年8月11日、対北海道日本ハムファイターズ7回戦（ZOZOマリンスタジアム）、6回表に2番手で救援登板、1回無失点
- 初勝利：2020年8月13日、対北海道日本ハムファイターズ9回戦（ZOZOマリンスタジアム）、7回表に3番手で救援登板、1回無失点

### 独立リーグでの投手成績
| 年 度     | 球 団     | 登 板 | 勝 利 | 敗 戦 | セ 丨 ブ | 完 投 | 勝 率 | 投 球 回 | 打 者 | 被 安 打 | 被 本 塁 打 | 奪 三 振 | 与 四 球 | 与 死 球 | 失 点 | 自 責 点 | 暴 投 | ボ 丨 ク | 失 策 | 防 御 率 | W H I P |
| --------- | --------- | ----- | ----- | ----- | -------- | ----- | ----- | -------- | ----- | -------- | ----------- | -------- | -------- | -------- | ----- | -------- | ----- | -------- | ----- | -------- | ------- |
| 2019      | 富山      | 22    | 9     | 7     | 0        | 1     | .563  | 130.2    | 539   | 108      | 5           | 92       | 43       | 3        | 32    | 29       | 3     | 1        | 0     | 2.00     | 1.16    |
| 通算：1年 | 通算：1年 | 22    | 9     | 7     | 0        | 1     | .563  | 130.2    | 539   | 108      | 5           | 92       | 43       | 3        | 32    | 29       | 3     | 1        | 0     | 2.00     | 1.16    |

### 登場曲
- 「Calma(Remix)」Pedro Capó & Farruko（2020年 - 2021年）

### 背番号
- 40（2019年）
- 129（2020年 - 同年3月30日）
- 86（同年3月31日 - 同年終了）
- 76（2021年）
- 45（2022年 - ）